# Стадион Олимпийского спорткомплекса

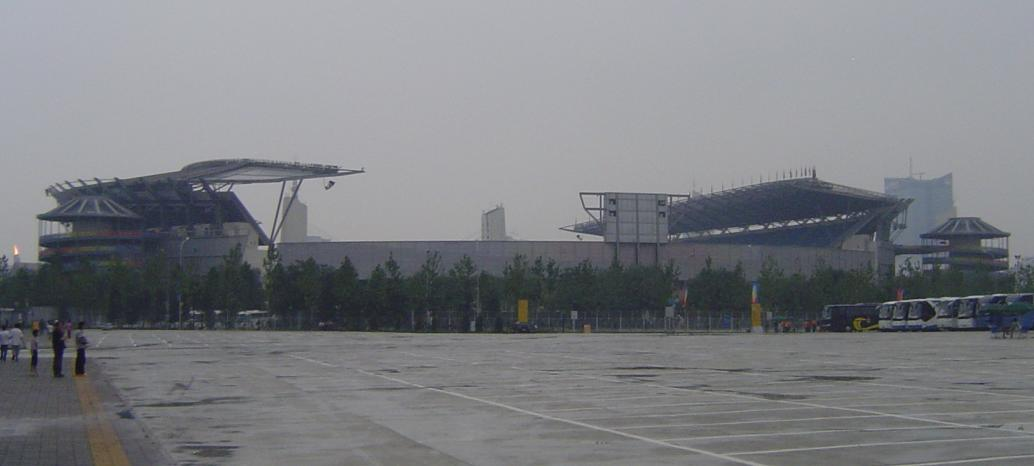

Стадион Олимпийского спорткомплекса (кит. упр. 奥体中心体育场, пиньинь Ào Tǐ Zhōngxīn Tǐyùchǎng) — стадион в Пекине (КНР). Был построен в 1990 году для проведения соревнований Азиатских игр 1990 года. Перед Олимпиадой-2008 стадион подвергся реконструкции, в результате чего сильно расширилась его площадь и удвоилось число зрительских мест. В настоящее время площадь стадиона составляет 34.975 м², он вмещает 36.228 зрителей. На стадионе финишируют бегуны Пекинского марафона.
Во время Олимпиады-2008 на этом стадионе проходили некоторые из видов соревнований по современному пятиборью.